# Gonionchus alastairi
Gonionchus alastairi is een rondwormensoort uit de familie van de Xyalidae.